# Inverno (álbum)
Inverno é o terceiro extended play da cantora e compositora brasileira Daniela Araújo, lançado em junho de 2017.
O disco traz três canções gravadas para o álbum Doze (2017) em versão ao vivo, registradas em um show ocorrido no final de 2016. A produção musical ficou por conta da própria cantora em parceria com Jorginho Araújo e o DJ Max. A canção "Agosto" contou com participação do cantor Mauro Henrique, vocalista da banda Oficina G3.
| Críticas profissionais | Críticas profissionais |
| Avaliações da crítica  | Avaliações da crítica  |
| Fonte                  | Avaliação              |
| ---------------------- | ---------------------- |
| Super Gospel           | [ 2 ]                  |

## Faixas
| N.º | Título                          | Compositor(es)                   | Duração |  |
| 1.  | "Julho" (part. DJ Max)          | Daniela Araújo e Jorginho Araújo |         |  |
| 2.  | "Agosto" (part. Mauro Henrique) | Daniela Araújo e Dani Aguiar     |         |  |
| 3.  | "Setembro"                      | Daniela Araújo e Dani Aguiar     |         |  |